# Balfourodendron riedelianum
O guatambu-branco (Balfourodendron riedelianum) é uma árvore brasileira nativa dos estados do Paraná, Rio Grande do Sul, Santa Catarina e São Paulo. Ocorre também na Argentina e no Paraguai. Foi descrito originalmente como Esenbeckia riedeliana por Engl. em 1874. No Brasil, sua madeira é bastante usada na fabricação de shapes de skate na forma de compensado, sendo uma alternativa mais barata ao maple.
Outros nomes populares: guatambu, farinha-seca, marfim, pau-marfim, e pequiá.

## Características
Árvore de grande porte, é usada na arborização de parques e jardins.

## Ecologia
Seu habitat é a Mata Atlântica na bacia dos rios Paraná e Uruguai. Ocorre também no cerrado. A superexploração a coloca na categoria Em perigo (EN) da IUCN.